# Kreis Warendorf
Kreis Warendorf är ett distrikt i regeringsdistriktet Münster i den norra delen av Nordrhein-Westfalen. På bilarna har de bokstavskombinationen WAF. Det bodde 282.721 personer i distriktet den 31 december 2006.

## Geografi
Kreis Warendorf gränsar i norr till Kreis Steinfurt och det Niedersachsiska distriktet Osnabrück. I öst gränsar distriktet till Kreis Gütersloh och i söder gränsar det till Kreis Soest samt den distriktsfria staden Hamm. I väster gränsar distriktet till Kreis Coesfeld och den distriktsfria staden Münster.
Distriktet är indelat i ytterligare 13 kommuner varav 9 är städer.
| Städer 1. Ahlen (54.745) 2. Beckum (37.275) 3. Drensteinfurt (15.259) 4. Ennigerloh (20.437) 5. Oelde (29.445) 6. Sassenberg (14.393) 7. Sendenhorst (13.373) 8. Telgte (19.522) 9. Warendorf (38.509) | Kommuner 1. Beelen (6.418) 2. Everswinkel (9.499) 3. Ostbevern (10.667) 4. Wadersloh (13.079) |

(Parenteserna anger invånarantalet den 31 december 2006 )

## Politik

### Ordförande i distriktsförsamlingen
- 1945–1946: Hermann Terdenge
- 1946–1946: August Freiherr von Korff
- 1946–1948: Bernhard Meier-Overesch
- 1948–1952: Carl Esser
- 1952–1953: Johannes Weber
- 1953–1975: Josef Höchst CDU
- 1975–1993: Josef Predeick CDU
- 1993–1999: Franz-Josef Harbaum CDU
- 1999–2006: Wolfgang Kirsch CDU
- sedan 2006: Olaf Gericke CDU

### Distriktsdirektör
- 1946–1951: Hermann Terdenge
- 1952–1955: Paul Eising
- 1955–1974: Karl Schnettler
- 1975–1986: Winfried Schulte
- 1987–1999: Wolfgang Kirsch CDU

### Fördelning av stolar
| Parti                 | % av rösterna | Stolar |
| --------------------- | ------------- | ------ |
| CDU                   | 49,5          | 27     |
| SPD                   | 24,1          | 13     |
| Bündnis 90/Die Grünen | 9,6           | 5      |
| FWG                   | 9,2           | 5      |
| FDP                   | 7,6           | 4      |
| Totalt                | 100           | 54     |

Distriktet har samarbete med distriktet Müritz i Mecklenburg-Vorpommern.

## Infrastruktur
Motorvägen A2 går genom distriktet och har två avfarter, en i Beckum och en i Oelde. Strax väster om distriktet går motorvägen A1.
I distriktet går också förbundsvägarna B51, B58, B61, B64, B475, B476.
Ett antal järnvägslinjer går genom distriktet.
1. ↑  hämtat från: tyskspråkiga Wikipedia.[källa från Wikidata]
2. ↑  läs online, www.landesdatenbank.nrw.de .[källa från Wikidata]
3. ↑  läs online, www.destatis.de .[källa från Wikidata]
4. ↑  hämtat från: tyskspråkiga Wikipedia.[källa från Wikidata]